# Enos thara
Enos thara is een vlinder uit de familie van de Lycaenidae. De wetenschappelijke naam van de soort werd als Thecla thara in 1867 gepubliceerd door William Chapman Hewitson.

## Synoniemen
- Thecla ivelia Gosse, 1880
- Thecla eunus Godman & Salvin, 1887